# Xiangrong (sockenhuvudort i Kina, Heilongjiang Sheng, lat 47,51, long 126,81)
Xiangrong (kinesiska: 向荣, 向荣乡) är en sockenhuvudort i Kina. Den ligger i provinsen Heilongjiang, i den nordöstra delen av landet, omkring 200 kilometer norr om provinshuvudstaden Harbin. Antalet invånare är 24 277. Befolkningen består av 12 047 kvinnor och 12 230 män. Barn under 15 år utgör 15,0 %, vuxna 15-64 år 78 %, och äldre över 65 år 6,0 %.
Runt Xiangrong är det ganska tätbefolkat, med 149 invånare per kvadratkilometer. Närmaste större samhälle är Hailun, 12,1 km sydost om Xiangrong. Trakten runt Xiangrong består till största delen av jordbruksmark.
Genomsnittlig årsnederbörd är 913 millimeter. Den regnigaste månaden är juli, med i genomsnitt 286 mm nederbörd, och den torraste är januari, med 8 mm nederbörd.